# Lithocarpus cambodiensis
Lithocarpus cambodiensis är en bokväxtart som beskrevs av Aimée Antoinette Camus. Lithocarpus cambodiensis ingår i släktet Lithocarpus och familjen bokväxter.
Artens utbredningsområde är Kambodja. Inga underarter finns listade.